# Ростовский колледж связи и информатики
Ростовский колледж связи и информатики (РКСИ) — среднее специальное учебное заведение в Ростове-на-Дону, основанное в 1930 году. Полное наименование Государственное бюджетное профессиональное образовательное учреждение Ростовской области «Ростовский-на-Дону колледж связи и информатики». Входит в кластер информационно-коммуникационных технологий (ИКТ-кластер) Ростовской области, созданного в 2015 году. Член регионального отделения Российского союза промышленников и предпринимателей. В структуру колледжа входят два корпуса. 

## История
Создание и первые годы существования
Ростовский-на-Дону колледж связи и информатики (РКСИ), ранее известный как Ростовский техникум и политехникум связи, был основан 15 июля 1930 года по решению Народного комиссариата почт и телеграфов СССР. Первоначально в учреждении действовали отделения радиосвязи, проводной связи и экономики связи. 
В 1936 году техникум был преобразован в политехникум Наркомата связи СССР. В этот период его директором был назначен Федор Васильевич Кузьмин.
К концу 1940-х годов количество студентов превышало 700 человек. Выпускники учреждения участвовали в восстановлении и развитии телекоммуникационной инфраструктуры региона.
Военное время
В период Великой Отечественной войны колледж готовил связистов, в том числе офицерский состав, для нужд фронта. За работу в годы войны Ростовский политехникум связи был включён в списки ветеранов 56-й армии и награждён Почётным знаком. В послевоенное время колледж продолжил подготовку специалистов для гражданской связи; 
Послевоенное восстановление и развитие
В послевоенные годы преподаватели и студенты активно восстанавливали инфраструктуру Донского края. Сотни связистов, почтовиков, радистов стали передовиками производства, были отмечены государственными наградами, возглавляли передовые предприятия Юга России.
13 марта 1945 года исполком Горсовета передал Ростовскому политехникуму связи (в наст. Ростовский-на-Дону колледж связи и информатики) земельный участок по улице Тургеневской, 20 (при последующем уточнении администрацией города нумерации улицы Тургеневской дом №20 стал №10) и разрушенное здание Совпартшколы для восстановительных работ под учебный корпус и общежитие.
1990-е годы
В 1992-м году в соответствии с изменениями в системе образования и появлением новых требований к подготовке кадров, Ростовский электротехникум связи был преобразован в Ростовский политехникум связи.
25 декабря 1997 года на основании приказа № 105 Госкомсвязи РФ РПТС был преобразован в Ростовский-на-Дону государственный колледж связи и информатики с предоставлением возможности подготовки связистов со средним специальным образованием повышенного уровня.
В 1999 году на территории колледжа была открыта часовня в честь святых Кирилла и Мефодия, создателей славянской азбуки. Освещение было совершено митрополитом Ростовским и Новочеркасским Владыкой Пантелеймоном.
2000-е годы
В 2001 году одним из первых в России применил систему дистанционного обучения, став участником программы Минобразования РФ по Приказу № 2144 от 24.05.2001 г. «О проведении эксперимента в Ростовском-на-Дону государственном колледже связи и информатике «Виртуальный колледж – инновационное образовательное учреждение в региональной системе среднего профессионального образования»». В колледже был создан учебно-методический комплекс дистанционного обучения, предоставляющий доступ к учебным материалам для студентов.
2010-е годы
В 2011 году РКСИ получил государственную аккредитацию и получил статус колледжа, официально став Ростовским-на-Дону колледжем связи и информатики (РКСИ).

## Деятельность
Ростовский-на-Дону колледж связи и информатики реализует программы международного сотрудничества в области образования и научно-технического обмена. В рамках заключённых соглашений с университетами Франции, включая учебные заведения в Ле-Мане, Монпелье и Лонвик, колледж организовывал обмен педагогическим, научным и методическим опытом. По условиям сотрудничества, выпускники колледжа имели возможность продолжить обучение во французских технологических институтах и получить диплом бакалавра по специальностям, связанным с информатикой и телекоммуникациями. Студенты колледжа принимали участие в международных выставках научно-технического творчества: в Москве «НТТМ-2005», в Сеуле «ISIE2006». В Женеве на «34 Международной выставке изобретений, новой техники и продукции» программные разработки колледжа «Umka», «Utest» и «ServerInside» были награждены дипломами и медалями выставки.. В 2025 году было доступно только 3 международных направления — два в Республику Беларусь и одно в Армению.
С 2010 года в РКСИ реализуется программа прикладного бакалавриата, которая направлена, в первую очередь, на взаимодействие с вузами и потенциальными работодателями.
в 2016 году колледж провел первый региональный чемпионат WorldSkills.
В 2022 году Учебный центр РКСИ совместно с компанией «Базальт СПО» обучил 30 преподавателей колледжей со всей России администрированию отечественной ОС «Альт».
В 2023 году на конференции Фонда «Развитие ИТ-образования» в Ростове-на-Дону, где РКСИ внедрил модель защиты дипломных проектов по ИТ-специальностям с критериями, разработанными под запрос работодателей.
В 2019 году колледж вошел в перечень ТОП-100 лучших образовательных организаций по версии WorldSkills Russia.
В 2021 году РКСИ, единственный в системе среднего профессионального образования, вошёл в рейтинг «РУССОФТ» учебных заведений, готовящих кадры для цифровой индустрии и выступил соорганизатором первого хакатона в системе среднего профессионального образования «IT Tech». В 2024 году в нем приняли участие 57 команд из России, Беларуси и Армении.

## Специальности
В РКСИ осуществляет подготовку высококвалифицированных специалистов по 8 программам среднего профессионального образования:
- Сетевое и системное администрирование
- Информационные системы и программирование
- Инфокоммуникационные сети и системы связи
- Обеспечение информационной безопасности телекоммуникационных систем
- Обеспечение информационной безопасности автоматизированных систем
- Экономика и бухгалтерский учет (по отраслям)
- Банковское дело
- Торговое дело

## Партнерство
РКСИ активно сотрудничает с более чем 200 работодателями. Партнерами колледжа являются не только крупные предприятия отрасли — Ростовский филиал ПАО «Ростелеком», коммерческий банк «Центр-инвест», научно производственное предприятие «Гамма», Ростовский филиал ПАО «МТС», телерадиокомпания «Дон-ТР», ИТ-компании «РНД СОФТ», «Быстрые отчеты», «Гэндальф», но и IT-предприятия.

## Достижения
- Победы преподавателей. Преподаватели колледжа становились победителями всероссийских конкурсов системы профобразования Федерального агентства связи – так, М.В. Лебедева заняла 1-е место в конкурсе «Преподаватель года», а Н.Ф. Рязанцева стала лауреатом конкурса «Классный руководитель года». Конкурсы проходили на базе СПбГУТ и включали оценку методических разработок и педагогического мастерства[14]
- Лучший колледж и директор. В 2006 году РКСИ вошёл в ТОП-100 лучших ссузов России («Золотая медаль “Европейское качество”»), а директор М.Б. Стрюков был удостоен почётного знака «Директор года»
- Международные награды. Ещё ранее, в 2006 году студенческие инновационные проекты РКСИ получили признание на международных выставках: на 34-м Женевском салоне изобретений разработанные в колледже ИТ-системы (система дистанционного обучения «Umka», система тестирования «UTest», среда обмена ServerInside) были отмечены дипломами и медалями, а на выставке студенческих изобретений в Сеуле студенческая разработка РКСИ завоевала золотую медаль и специальный приз Корейского института патентов и технологий.[15]